# Les Travailleurs de la Mer
Os Trabalhadores do Mar é a tradução em português de Les Travailleurs de la mer, um romance de Victor Hugo, escritor francês, publicado em 1866. O livro é dedicado à Ilha de Guernsey, onde Hugo viveu 15 anos em exílio auto-infligido. A dedicatória diz: 
Dedico este livro ao rochedo de hospitalidade e de liberdade, a este canto da velha terra normanda onde vive o nobre e pequeno povo do mar, à ilha de Guernesey (ou Guernsey), severa e branda, meu atual asilo, meu provável túmulo.
À guisa de apresentação, o editor escreve na primeira página: 
A religião, a sociedade, a natureza: tais são as três lutas do homem. Estas três lutas são ao mesmo tempo as suas três necessidades; precisa crer, daí o templo; precisa criar, daí a cidade; precisa viver, daí a charrua e o navio. Mas há três guerras nessas três soluções. Sai de todas a misteriosa dificuldade da vida. O homem tem de lutar com o obstáculo sob a forma superstição, sob a forma preconceito e sob a forma elemento. Tríplice 'ananke' pesa sobre nós, o 'ananke' dos dogmas, o 'ananke' das leis, o 'ananke' das coisas. Na Notre-Dame de Paris, o autor denunciou o primeiro; em 'Os Miseráveis', mostrou o segundo; neste livro indica o terceiro.  A essas três fatalidades que envolvem o homem, junta-se a fatalidade interior, o 'ananke' supremo, o coração humano. (Obs.: 'ananke': palavra grega para fatalidade.)

## A trama

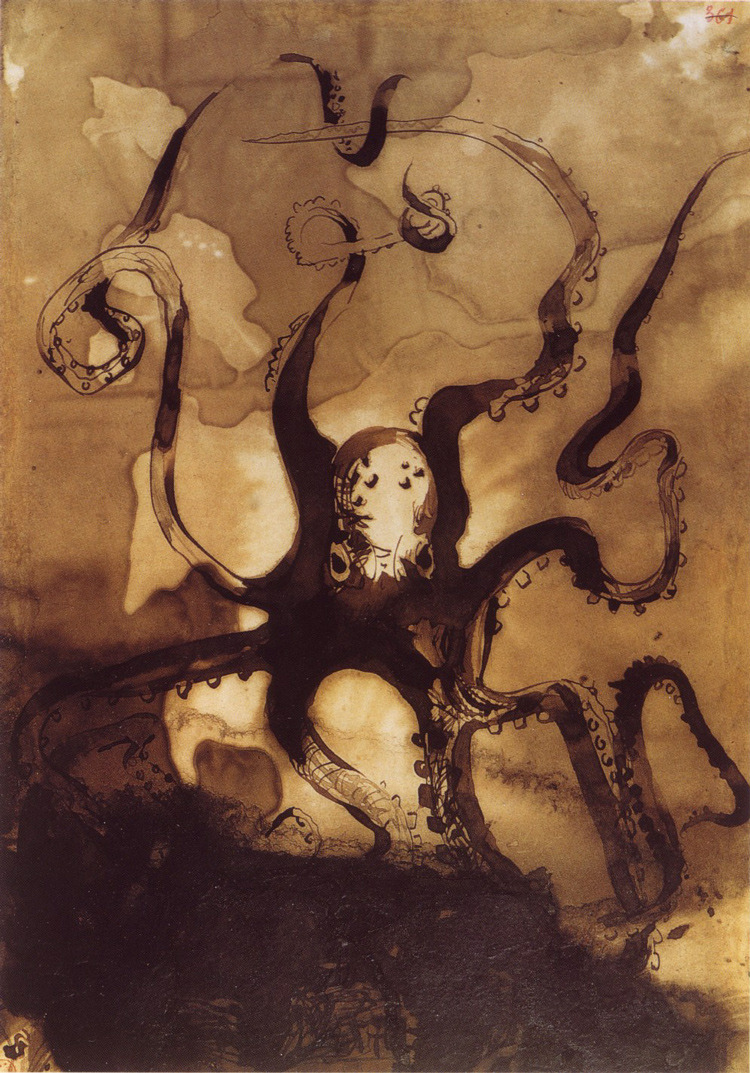
O polvo (1866), aquarela de Victor Hugo.

Atenção o texto a seguir contêm revelações sobre o enredo
A história tem como protagonista um habitante de Guernsey de nome Gilliatt. O personagem que, segundo um 'leitmotiv' comum na poética de Victor Hugo, é um marginal social, que se enamora de Deruchette, sobrinha do armador Lethierry. Quando o navio de Lethierry naufragou no rochedo Douvres, um lugar particularmente perigoso, não muito distante da ilha, em direção da costa francesa, Deruchette promete casar-se com o homem capaz de recuperar o motor a vapor da embarcação. Gilliatt oferece-se, e o romance passa a narrar as suas aventuras e desventuras, entre elas a luta com um imenso polvo gigante, dentro de uma caverna no rochedo. Os Trabalhadores do Mar é ambientado imediatamente após as guerras napoleônicas, e entre seus temas está também o impacto da primeira revolução industrial na mencionada ilha. 
O romance introduz a palavra pieuvre (polvo), do dialeto Dgèrnésiais no vocabulário francês: o termo usado até então era poulpe.
Como no livro The Book of Ebenezer Le Page, de Gerald Basil Edwards,  Victor Hugo usa o cenário da comunidade de uma pequena ilha para transpor eventos aparentemente mundanos para um drama do mais alto quilate. 
Há no livro, ainda, a questão da morte voluntária, escolhida pelo principal personagem do romance, Gilliatt, quando lhe ficou bem claro que irrevogavelmente perdera o amor de Deruchette, apesar de ter feito o que ela pedira. Dirigiu-se ao mar, que ele conhecia tão bem, escolhendo caminhos desertos, para o último ato de sua vida: esperar a morte, por afogamento, com a maré alta, sentado na Cadeira Gild-Holm-Ur, curiosa formação no rochedo, de frente para o mar, em forma de poltrona. De lá, viu passar o navio Cashmere que levava sua amada, recém-casada com o jovem pastor anglicano do lugar. E, à medida que a embarcação afastava-se, subia o nível do mar. Victor Hugo descreve os últimos momentos de um amor impossível: 
A água chegava-lhe à cintura. A maré levantava-se. O tempo corria. Ao mesmo tempo que a água infinita subia à roda do rochedo Gild-Holm-Ur, ia subindo a imensa tranqüilidade da sombra nos olhos profundos de Gilliatt. O navio afasta-se no horizonte: Depois diminuiu. Depois dissipou-se. No momento em que o navio dissipava-se no horizonte, a cabeça desaparecia debaixo da água. Tudo acabou; só restava o mar.

## História da publicação
O romance foi primeiro publicado em Bruxelas, em 1866.
Hugo pretendeu originalmente que o ensaio L'Archipel de la Manche (O arquipélago do Canal da Mancha) servisse como uma introdução ao romance, embora o ensaio não tivesse sido publicado senão em 1883, e que os dois só tivessem sido publicados juntos no século XX.

## Traduções brasileiras
A primeira tradução para o português, no Brasil, foi feita por Machado de Assis, trinta anos antes de Dom Casmurro e quase que simultaneamente à publicação do autor, em 1866: o original chegou às livrarias de Paris no dia 12 de março daquele ano; três dias depois, a tradução de Machado de Assis, inicialmente sob a forma de folhetim para o jornal Diário do Rio de Janeiro, aconteceu entre março e julho do mesmo ano. Não que o tema fosse de sua predileção, mas à época Machado ainda não era famoso e fez o trabalho porque, em primeiro lugar, dominava bem o francês, e, em segundo, porque precisava do dinheiro que o editor lhe oferecia.[carece de fontes?]

## Traduções em outras línguas
A primeira tradução para o inglês não apareceu senão em 1887, quando Ward Lock publicou a tradução de Sir G. Campbell com o título ‘’Workers of the Sea’’. O título atual em inglês Toilers of the Sea estabeleceu-se somente a partir de 1896, com a tradução de Routledge.

## Adaptações para o cinema
Há registro de quatro adaptações do romance:
- Toilers of the Sea (1914) – dire(c)tor desconhecido (mudo)
- Toilers of the Sea (1915) – dire(c)tor desconhecido (mudo)
- Toilers of the Sea (1923) – dire(c)tor Roy William Neill (mudo)
- Toilers of the Sea (1936) – dire(c)tor Selwyn Jepson.